# Lolita Alvarez
Dolores Alvarez de Arroyo (n. 30 de abril de 1929), más conocida como Lolita Alvarez, es una actriz de televisión cubana nacionalizada venezolana.
LLegó a Venezuela, procedente de su país natal, Cuba, donde nació el 30 de abril. La primera novela que hizo en nuestro país fue "Al caer la tarde" con Josefina Guinand y Carlos Cámara, padre. Según sus propias palabras, fue la primera imagen que transmitió Venevisión el día de su salida al aire en "La Cruz del Diablo", junto a Jorge Félix, Amelia Román y Alberto Álvarez. En 1970 quedó viuda y se dedicó a sus hijos, Carlos y Medardo Arroyo. Uno de sus trabajos en la televisión fue el de Indiana Johnson, en Paraíso.

## Telenovelas
- 1954: Camay (RCTV).
- 1961: La cruz del diablo (telenovela) (Venevisión).
- 1964: Sangre indómita
- 1965: Madres solteras (telenovela de 1965) (Venevisión).
- 1971: Esmeralda (telenovela venezolana) (Venevisión). -  Chana
- 1972: La doña (telenovela de 1972) (RCTV). -  Cristina
- 1975: Valentina (telenovela venezolana) (RCTV). - Elena Lacoste
- 1986: Enamorada (telenovela de 1986) (Venevisión).
- 1989: Paraíso (telenovela de 1989) (Venevisión)- Indiana Johnson.
- 1990: Adorable Mónica (Venevisión).